# Pleasure Death
Pleasure Death è il secondo album in studio del gruppo musicale nordirlandese Therapy?, pubblicato nel 1992.

## Tracce
1. Skinning Pit – 6:01
2. Fantasy Bag – 3:40
3. Shitkicker – 2:33
4. Prison Breaker – 4:26
5. D.L.C. – 2:32
6. Potato Junkie – 3:09

## Formazione
- Andy Cairns – voce, chitarra
- Fyfe Ewing – voce, batteria
- Michael McKeegan – basso